# Oberlunkhofen
Oberlunkhofen é uma comuna da Suíça, no Cantão Argóvia, com cerca de 1.661 habitantes. Estende-se por uma área de 3,25 km², de densidade populacional de 511 hab/km². Confina com as seguintes comunas: Arni, Jonen, Rottenschwil, Unterlunkhofen.
A língua oficial nesta comuna é o Alemão.